# Take Me to Your Future
Take Me to Your Future è il venticinquesimo album in studio della space rock band britannica Hawkwind, registrato nel 2005 e pubblicato l'anno successivo. L'album si presenta come un dual disc, con una parte audio ed una video.

## Tracce Audio
1. "Uncle Sam's on Mars" – 8:18 –  (Calvert/Brock/House/King)
2. "Small Boy" – 3:16 –  (Calvert/Brock)
3. "The Reality of Poverty" – 9:08 –  (Morley/Brock)
4. "Ode to a Timeflower" – 4:05 –  (Calvert/Brock)
5. "Silver Machine" – 6:58 –  (Calvert/Brock)

## Tracce Video
1. Images
2. Utopia
3. Assassins of Allah
4. The Golden Void
5. Steppenwolf
6. Don't be Donkish
7. Paradox

## Formazione
- Robert Calvert - voce
- Dave Brock - chitarra, tastiere, voce
- Alan Davey - basso, voce
- Richard Chadwick - batteria
- Simon House - violino
- Arthur Brown - voce